# سفارة اليونان في السويد
سفارة اليونان في السويد هي أرفع تمثيل دبلوماسي لدولة اليونان لدى السويد. تقع السفارة في ستوكهولم وهي تهدف لتعزيز المصالح اليونانية في السويد.

## وصلات خارجية
- قائمة سفارات اليونان
- قائمة السفارات في السويد